# Гринблатт, Стивен
Стивен Гринблатт (Stephen Jay Greenblatt, род. 7 ноября 1943, Бостон, Массачусетс) — американский литературовед и литературный критик, историк и теоретик культуры, шекспировед и исследователь эпохи Возрождения, писатель. Называется родоначальником направления Новый историзм. Доктор философии, Университетский профессор Гарварда и ранее профессор Калифорнийского университета в Беркли, член Американской академии искусств и наук (1987), Американского философского общества (2007), Американской академии искусств и литературы (2008). Лауреат премии Хольберга (2016).

## Биография
Сын юриста и домохозяйки, еврейки. Окончил с отличием summa cum laude Йельский университет как бакалавр английского языка, где учился в 1961—1964 годах. По программе Фулбрайта попал в кембриджский Пемброк-колледж, где получил степени бакалавра (1966) и магистра (1969). Вернувшись затем вновь в Йель, где находился с 1966 по 1969 год, получил там докторскую степень по английскому языку и в том же году стал ассистент-профессором Калифорнийского университета в Беркли. Полный профессор последнего с 1979 года, он работал там на кафедре английского языка с 1969 по 1997 год. В 1982 году сооснователь журнала Representations. C 1997 года именной профессор (Harry Levin Professor of English) Гарварда, затем (с 2000) и поныне его именной Университетский профессор (John Cogan University Professor of the Humanities). Фелло Berlin Institute for Advanced Study.
Почётный член-корреспондент English Association Великобритании.
Один из основателей нового историзма, неомарксист неортодоксального толка (по В. А. Ковалеву).
Автор 12 книг. Автор биографии-бестселлера Шекспира «Will in the World» (2004).
Его The Swerve, бестселлер New York Times, удостоилась Pulitzer Prize for Nonfiction и National Book Award. Рецензиями на неё отозвались Maureen Corrigan, Dwight Garner, The Daily Beast, Los Angeles Times, В. А. Ковалев.
Имеет троих сыновей.

## Награды и отличия
- Программа Фулбрайта (1964-66)
- Стипендия Гуггенхайма (1975, 1983)
- Clarendon Lectures, Оксфорд (1988)
- James Russell Lowell Prize[англ.], Ассоциация современного языка (1989, 2011)
- Erasmus Institute Book Prize, Университет Нотр-Дам (2002, первый удостоенный)[11]
- Mellon Distinguished Humanist Award (2002)
- William Shakespeare Award for Classical Theatre, Shakespeare Theatre, Washington, DC (2005)
- Independent Publisher Book Award for Biography (2005)
- Adorno-Vorlesungen, Institut für Sozialforschung, Frankfurt (2006)
- Leslie Stephens Lecture, Тринити-Холл, Кэмбридж (2007)
- Campbell Lectures, Университет Райса (2008)
- Wilbur Cross Medal[англ.] Йеля (2010)
- Rome Prize[англ.], American Academy in Rome (2010)
- Национальная книжная премия (2011)
- Пулитцеровская премия (2012)
- Премия Хольберга (2016)
- British Council Prize in the Humanities
- Distinguished Teaching Award Калифорнийского университета в Беркли

Почётный доктор Колледжа Квин Мэри Лондонского университета (2002). В 2006 году также удостоился почётной степени от Бухарестского университета.

## Избранные труды
- Renaissance Self-Fashioning (1980)
- Shakespearean Negotiations (1988)
- Learning to Curse (1990)
- Marvelous Possessions (1991)
- ed. New World Encounters (1993)
- Gen. ed. Norton Shakespeare (1997)
- Practicing New Historicism (with Catherine Gallagher[англ.], 2000)
- Gen. ed. The Norton Anthology of English Literature (2000)
- Hamlet in Purgatory (2001)
- Will in the World (2004)
- Cultural Mobility (2010)
- Shakespeare’s Freedom (2010)
- The Swerve[англ.]: How the World Became Modern (W. W. Norton & Company, 2011)

- «Ренессанс: у истоков современности»

- The Rise and Fall of Adam and Eve (2017)
- Tyrant: Shakespeare on politics. London/New York, 2018.